# Yukihiko Tsutsumi
Yukihiko Tsutsumi (堤幸彦?, Tsutsumi Yukihiko; Nagoya, 3 novembre 1955) è un regista e sceneggiatore giapponese.

## Carriera
Yukihiko Tsutsumi debuttò nel 1988, dirigendo un episodio del film Bakayaro! I'm Plenty Mad. Nel 1995 diresse il suo primo film da solo, il dramma Sayonara Nippon!. Nel 2000 girò Keizoku: The Movie, campione d'incassi in Giappone. Nel 2003 diresse il thriller 2LDK, frutto di una sfida con il collega Ryūhei Kitamura, consistente nel realizzare un film con due soli personaggi, ambientato in una casa e girato in una settimana. 2LDK vinse il premio per la migliore regia al Philadelphia Film Festival.
Nel 2005 Tsutsumi diresse una serie televisiva live action tratta dal manga H2. L'anno successivo diresse Memories of Tomorrow, che vinse il Cowboy Award al Jackson Hole Film Festival.
Nel 2008 Tsutsumi fu scelto per la regia di Twentieth Century Boys: Chapter One, live action tratto dal celebre manga, e nel 2009 girò il sequel, Twentieth Century Boys: Chapter Two - The Last Hope.

## Filmografia parziale

### Regista
- Sayonara Nippon! (1995)
- Shinsei toire no Hanako-san (1998)
- Keizoku: The Movie (Keizoku/eiga) (2000)
- 2LDK (2003)
- H2: Kimi to itahibi (serie TV, 11 episodi) (2005)
- Sekai no chūshin de, ai o sakebu (dorama, 2006)
- Memories of Tomorrow (Ashita no kioku) (2006)
- Forbidden Siren (2006)
- The Sword of Alexander (Taitei no ken) (2007)
- Hōtai Club (Hōtai kurabu) (2007)
- Twentieth Century Boys: Chapter One (20-seiki shônen) (2008)
- Twentieth Century Boys: Chapter Two - The Last Hope (20-seiki shônen: Dai 2 shô - Saigo no kibô) (2009)